# Жигмонд Кемень
Жигмонд Кемень (угор. Baron Kemény Zsigmond; *12 червня 1814, Алвінц — †22 грудня 1875, Кемерашу) — угорський письменник-романіст, журналіст і публіцист, уродженець Трансильванії. Редактор трансильванської газети Erdélyi Hirado та будапештської Pesti Napló.

## Життя і творчість
Кемень y народився в Трансильванії в дворянській сім'ї. Вивчав англійське, французьке і німецьке право, політику і культуру в місті Аюд/ 1837 він вивчав юриспруденцію в Marosvásárhely (нині Тиргу-Муреш, Румунія), але незабаром повністю присвятив себе журналістиці і літературі. Його перша незакінчена робота «Про причини катастрофи Мохача» (1840), привернула велику увагу.
У тому ж році вивчав природну історію і анатомію в Віденському університеті. 1841, разом з Лайош Ковачем, редагував трансильванську газету Erdélyi Hirado. Він також брав активну участь в провінційній політиці і гаряче підтримував принципи графа Іштвана Сечені.
1846 переїхав в Будапешт, де його брошури Korteskedés ÉS ellenszerei зробили його знаменитим. У Будапешті він знайшов однодумців, які поділяли його лібералізм і прагнення до реформ. У тому ж році видав свій перший великий роман «Gyulai Pal».
Помер у Трансильванії, у містечку Кемерашу.
Згодом він редагував газету Pesti Napló. У цій газеті Кемені пропагував угорський рух пасивного опору. Він також опублікував кілька політичних есе (наприклад, "Два Весселені" та "Іштван Сечені"). У 1860-х роках Кемені брав активну участь у політичному русі, очолюваному державним діячем Ференцом Деаком, правою рукою якого він продовжував залишатися, і популяризував Австро-Угорський компроміс 1867 року, до якого спричинився Деак, однак згодом він його засудив. Кемені був обраний до сейму 1867 року від одного з округів Пешта, але не брав участі в дебатах. Останні роки життя провів на самоті в Трансільванії.